# 唐恩君
唐恩君（韓語：당은군，1562年10月21日（明宗十七年九月二十四）—1615年11月27日（光海君七年十月初七）），諱李引齡（韓語：이인령），字子長（韓語：자장），是朝鮮王朝時代的王族成員、都正宮嗣孫。

## 生平
李引齡是河原君李鋥與南陽郡夫人洪氏之子，有同母弟弟益城君李享齡、寧堤君李錫齡與妹妹李稀齡，初封唐恩正（韓語：당은정），後昇唐恩君。
史載李引齡待人無禮，獻納成時憲（韓語：성시헌）曾因他被李引齡無禮喝叱及侮辱其下人而啟奏罷免他，但宣祖不允許。
光海君七年（1615年）九月，唐恩君超資授昭德大夫（韓語：소덕대부），次月逝世，虛歲54歲，追贈顯祿大夫（韓語：현록대부），諡號文莊（韓語：문장）。

## 家族關係
- 曾祖父：朝鮮中宗李懌
- 曾祖母：昌嬪安氏
- 祖父：德興大院君李岹
- 祖母：河東府大夫人鄭氏
- 父親：河原君李鋥
- 母親：南陽郡夫人（朝鲜语：남양군부인）洪氏，江寧君洪暹女[4]
- 正室：密陽郡夫人朴氏，朴啟賢（韓語：박계현）女[4]
  - 長子：凝川君李潡[4]
  - 次子：密城副正（朝鲜语：밀성부정）李㴐[4]
  - 三子：密山君（朝鲜语：밀산군）李澯[4]
- 繼室：豐壤郡夫人趙氏，趙希轍（韓語：조희철）女[4][1]
  - 四子：豐萊君（朝鲜语：풍래군）李瀿
  - 長女：適崔繼勳（韓語：최계훈）
  - 次女：適任衡伯（韓語：임형백）
- 後室：良女禮蘭
  - 五子：海城副正（朝鲜语：해성부정）李淃
  - 三女：適李友白（韓語：이우백）
  - 四女：適崔琡（韓語：최숙）
- 後室：銀今
  - 六子：坡城副守（朝鲜语：파성부수）李渷
  - 五女：適李興先（韓語：이흥선）

## 附註
1. 1 2 3 4 5 6  《宗室唐恩君贈顯祿大夫神道碑銘幷序》
2. ↑  《宣祖實錄》220卷·四十一年正月十九條
3. ↑  《光海君日記》220卷·七年九月二十七條
4. 1 2 3 4 5 6 7  《璿源系譜紀略》10卷·中宗大王

| 前任： 父親河原君李鋥 | 都正宮宗主 | 繼任： 長子凝川君李潡 |